# Acolasis tachypetes
Coenipeta tachypetes là một loài bướm đêm trong họ Erebidae.